# Palazzo Alicorni

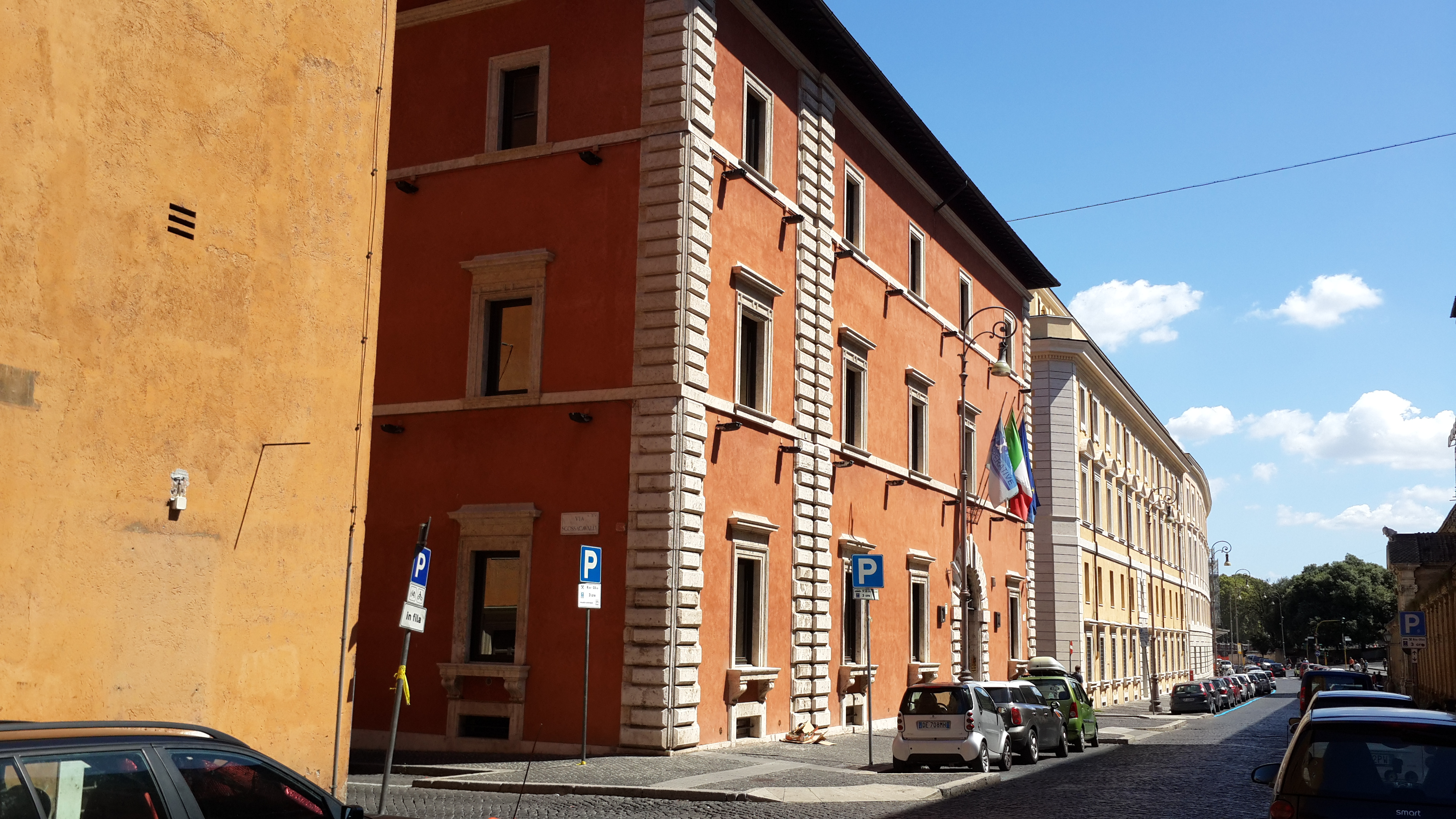
Fachada do palácio na via Borgo Santo Spirito.

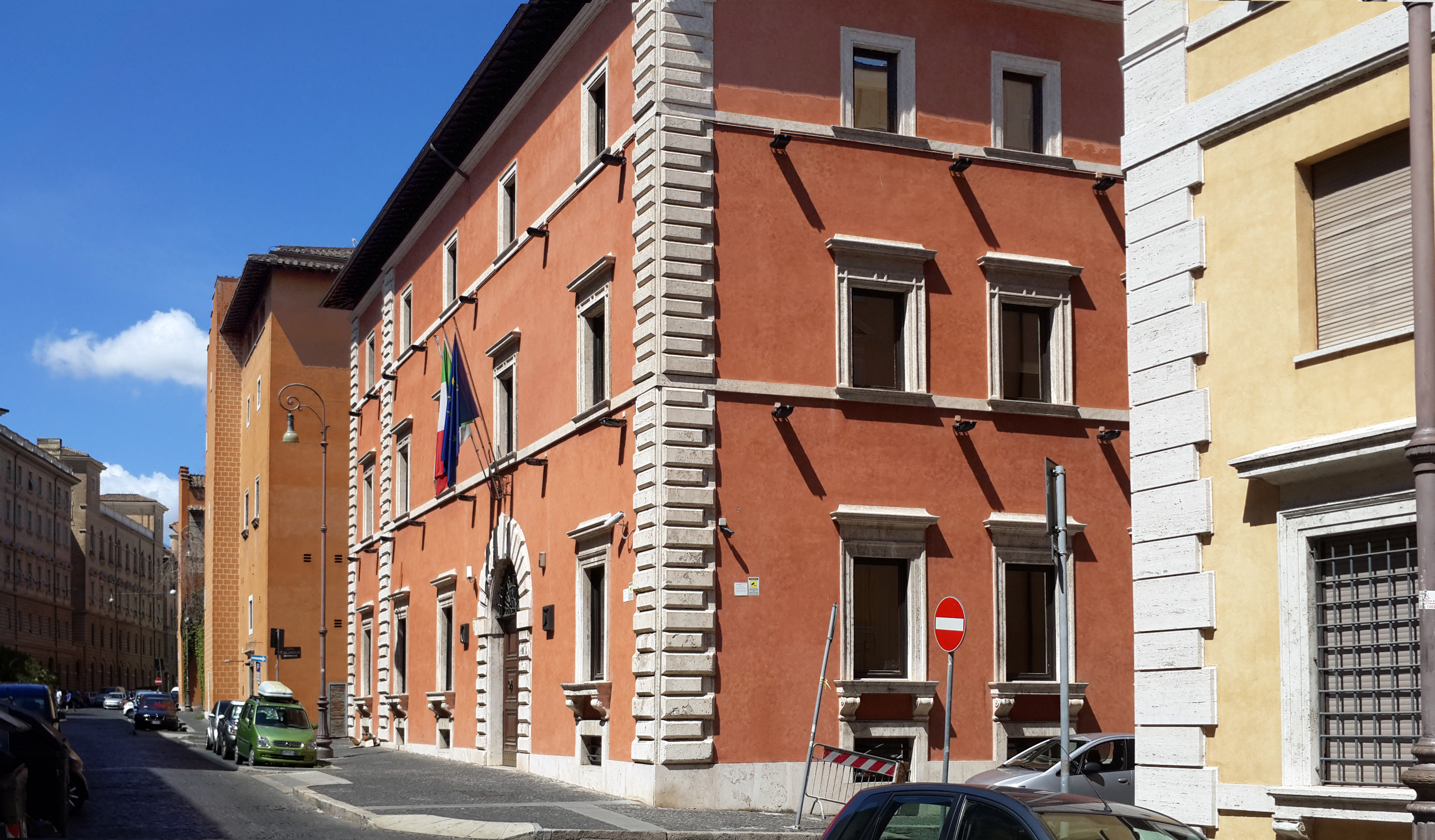
Outra vista do palácio.

Palazzo Alicorni é um palácio renascentista localizado no rione Borgo de Roma importante por diversas razões históricas e arquiteturais. Originalmente localizado a apenas uns poucos metros da Colunata de Gian Lorenzo Bernini na Praça de São Pedro, ele foi demolido em 1930 durante as obras de definição das fronteiras do recém-fundado estado do Vaticano e reconstruído algumas centenas de metros para o leste. Segundo uma análise estilística, o projeto foi identificado como sendo de Giovanni Mangone, um arquiteto lombardo ativo em Roma durante o século XVI.

## Localização
Atualmente o palácio está localizado na via Borgo Santo Spirito, número 78, com a fachada principal de frente para o Palazzo del Commendatore, que é parte do complexo do Hospital do Santo Espírito em Sássia. Para o oeste, a Via Scossacavalli separa o Palazzo Alcorni do Palazzo dei Penitenzieri, outro notável edifício renascentista. Para o leste, o edifício está delimitado pela Via dell'Ospedale.

## História
Os Alicorni, uma família albanesa, escaparam de seu país durante o reinado do papa Pio II (r. 1458–64) por causa do avanço do Império Otomano. Eles se fixaram primeiro em Milão, depois em Pádua, Forlì e finalmente Roma. A partir daí, a família ascendeu rapidamente na sociedade romana, parcialmente por causa de diversos casamentos com membros de famílias nobres italianas; entre elas, os Trivulzio e os Pusterla de Milão e os Capranica de Roma.

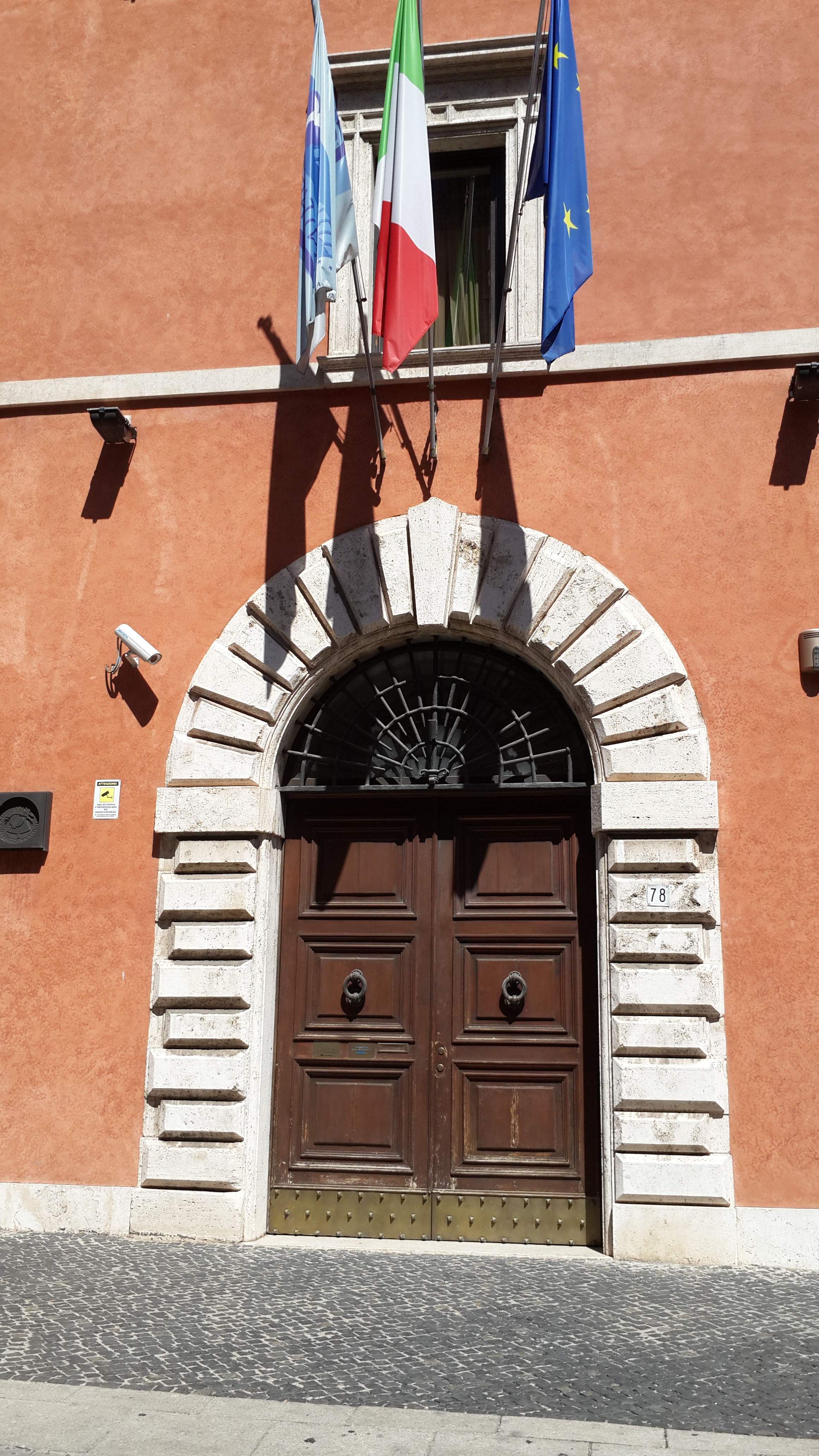
Portal rusticado do palácio.

Messer Traiano (também escrito "Trajano") Alicorni, conservatore (um dos três conselheiros) da cidade e primo cameriere do papa, encomendou a construção de seu palácio no Borgo no começo do século XVI. O palácio originalmente tinha sua fachada principal ao longo da via Borgo Vecchio. Duas estalagens, chamadas respectivamente Locanda del Leopardo e Locanda dell'Inferno, tiveram que ser demolidas para abrir espaço para o novo edifício.
Traiano Alicorni deixou dois filhos, Giovanni Battista e Fabio, ambos nomeados cavaleiros pelo papa. Em 1585, Giovanni Battista vendeu o palácio para o cardeal francês Matteo Contarelli, datário do papa Gregório XIII (r. 1572–85),  que morreu alguns anos mais tarde deixando o palácio para seus herdeiros. Estes o venderam novamente para terceiros que negligenciaram a manutenção do palácio e permitiram que ele se arruinasse. Em 1667, a construção da Colunata de São Pedro por Gian Lorenzo Bernini tornou necessária a demolição do último bloco de casas que ainda existia em frente à nova Praça de São Pedro, conhecido como Isola del Priorato por que um dos edifícios que ficavam ali era a casa do priorado da Ordem dos Cavaleiros de Rodes. Depois da construção da nova praça, a fachada do Palazzo Alicorni ficava a apenas uns poucos metros do braço sul da Colunata e o edifício estava numa posição incongruente, isolado em três de seus lados: com a Piazza Rusticucci (uma espécie de vestíbulo da Praça de São Pedro criada após as demolições) ao norte, a Via del Sant'Uffizio para o oeste e uma curta e sinuosa via chamada Vicolo di Messer Traiano para o leste.
Até 1850, o palácio era a sede da "Guardia Civica" (no mesmo ano fundida com outra milícia para formar a Guarda Palatina) e, por isso, era chamado de "Palazzo della Gran Guardia". Em 1860, outros edifícios foram construídos perto do palácio, incorporando a via posterior e isolando o palácio. O plano diretor romano de 1882 predeterminou a demolição do palácio.  Porém, a Comuna de Roma comprou o edifício em 1888 e passou a utilizá-lo como uma escola primária.
Em 1928, o Governorado de Roma pediu ao arquiteto Adolfo Pernier que restaurasse o edifício, pintado de amarelo para comemorar o Ano Santo de 1925. O arquiteto, depois de uma detalhada pesquisa, restaurou o palácio à sua condição original do século XVI, removendo todas as adições posteriores, incluindo uma varanda ao longo da Via del Sant'Uffizio. Apenas três anos mais tarde, depois da assinatura do Tratado de Latrão, o edifício teve que ser demolido durante as atividades de definição das fronteiras entre o Reino da Itália e o recém-estabelecido estado do Vaticano.  Apesar disto, o Palazzo Alicorni foi reconstruído em 1938 pelos arquitetos Attilio Spaccarelli e Marcello Piacentini (os projetistas da Via della Conciliazione) ao longo do Borgo Santo Spirito, quase em frente ao Palazzo del Commendatore.
Depois do final da Segunda Guerra Mundial, o palácio hospedou o quartel-general da "Confcooperative" (o sindicato das cooperativas católicas italianas) e depois foi, por muitos anos, um hotel chamado "Hotel Pensione Alicorni". Em 2015, o edifício abrigava a UCID ("Unione Cristiana Imprenditori Dirigenti"), uma associação de empreendedores católicos.

## Descrição
O edifício original foi documentado em fotos a partir de 1927 e elas revelam o estado do palácio antes da restauração de Pernier. Elas foram tiradas pelo "Istituto Luce", a agência de propaganda fundada por Benito Mussolini. O edifício tinha dois andares divididos por uma cornija marcapiano e uma fachada principal — primeiro no Borgo Vecchio e, depois de 1667, na Piazza Rusticucci — com cinco janelas e um portal rusticado. A fachada era caracterizada por barras anguladas com uma poderosa rusticação. As janelas no piso térreo eram adornadas com mísulas e tinham uma sela, um estilo similar às janelas do piso térreo do Palazzo Massimo di Pirro (ou Palazzo di Angelo Massimo) no rione Parione, construído na mesma época.

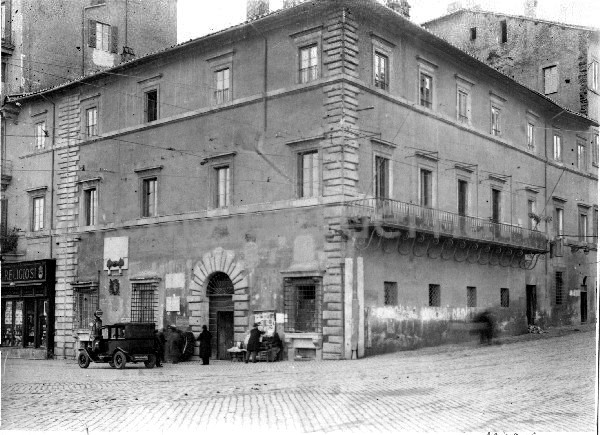
Uma das fotografias de 1927 mostrando o palácio no lugar original, antes da reforma e da demolição.

O pátio tinha um plano quadrado e foi inspirado pelo implúvio de uma casa romana. Sua primeira ordem era constituída por dois pórticos arqueados com colunas dóricas e a segunda e a terceira por duas galerias aberturas encimadas por uma arquitrave. Ela estava assentada por colunas jônicas e estava decorada por brasões da família Alicorni (um unicórnio prateado com um chifre dourado num fundo verde) esculpido nas pequenas pilastras da balaustrada do piso nobre e nas pilastras coríntias do segundo andar.
Em sua reforma de 1928, Adolfo Pernier restaurou todos estes elementos, que também foram preservados na reconstrução no novo local no Borgo Santo Spirito. Também as molduras das portas e janelas do pátio foram reaproveitadas, mas os frisos dóricos do século XVI das salas, da escola de Zuccari, e o teto de madeira da sala ducal se perderam. Outros elementos maneiristas da decoração, como os grotesques intercalados com paisagens, foram removidos e estão atualmente em exibição no Museo di Roma. Também se perderam na reforma da década de 1930 outros elementos que davam ao palácio original seu efeito belicoso, como as grades (grille) que protegiam as janelas do primeiro andar, as seteiras que iluminavam as duas escadarias secretas em peperino (que eram visíveis na Vicolo di Messer Traiano) e as torres de vigia sobre o teto. Segundo Pernier, todos estes elementos sugerem um arquiteto militar como projetista do palácio. Com base numa análise estilística, este arquiteto tem sido identificado como sendo Giovanni Mangone, um arquiteto lombardo nascido em Caravaggio e ativo em Roma durante a primeira metade do século XVI, cujo único trabalho certamente atribuído a ele na cidade é o já citado Palazzo Massimo di Pirro, perto da Piazza Navona.